# Sport-Club Paderborn 07 2005-2006
Questa voce raccoglie le informazioni riguardanti lo Sport-Club Paderborn 07 nelle competizioni ufficiali della stagione 2005-2006.

## Stagione
Nella stagione 2005-2006 il Paderborn, allenato da Jos Luhukay, concluse il campionato di 2. Bundesliga al 9º posto. In Coppa di Germania il Paderborn fu eliminato al primo turno dal Wolfsburg.

## Rosa
| N. |                           | Ruolo | Calciatore       |
| -- | ------------------------- | ----- | ---------------- |
| 1  | Germania (bandiera)       | P     | Lukas Kruse      |
| 2  | Germania (bandiera)       | D     | David Fall       |
| 3  | Germania (bandiera)       | D     | Markus Bollmann  |
| 4  | Germania (bandiera)       | C     | Daniel Brinkmann |
| 5  | Serbia (bandiera)         | D     | Dusko Djurisic   |
| 7  | Germania (bandiera)       | C     | Stephan Maaß     |
| 8  | Paesi Bassi (bandiera)    | A     | Dennis Schulp    |
| 9  | Germania (bandiera)       | A     | Sebastian Schoof |
| 11 | Germania (bandiera)       | A     | René Müller      |
| 12 | Belgio (bandiera)         | C     | Garry De Graef   |
| 14 | Costa d'Avorio (bandiera) | P     | Stephan Loboué   |
| 15 | Paesi Bassi (bandiera)    | D     | Roel Brouwers    |
| 16 | Germania (bandiera)       | D     | Thorsten Becker  |

| N. |                     | Ruolo | Calciatore            |
| -- | ------------------- | ----- | --------------------- |
| 17 | Austria (bandiera)  | C     | Bernhard Erkinger     |
| 18 | Germania (bandiera) | C     | Markus Krösche        |
| 19 | Albania (bandiera)  | C     | Mehmet Dragusha       |
| 20 | Germania (bandiera) | C     | Hüzeyfe Dogan         |
| 21 | Camerun (bandiera)  | C     | Marcel Ndjeng         |
| 22 | Germania (bandiera) | C     | Benjamin Schüßler     |
| 23 | Kosovo (bandiera)   | A     | Albert Bunjaku        |
| 24 | Camerun (bandiera)  | D     | Marc Gouiffe á Goufan |
| 25 | Germania (bandiera) | C     | Oliver Brocke         |
| 27 | Germania (bandiera) | A     | Sven Krause           |
| 28 | Germania (bandiera) | D     | Edmund Riemer         |
| 33 | Germania (bandiera) | P     | Tom Starke            |
| 34 | Germania (bandiera) | C     | Ardian Jevric         |

## Organigramma societario
Area tecnica
- Allenatore: Jos Luhukay
- Allenatore in seconda: Markus Gellhaus
- Preparatore dei portieri: Zsolt Petry
- Preparatori atletici:

## Calciomercato

### Sessione estiva
| Acquisti | Acquisti              | Acquisti              | Acquisti |
| R.       | Nome                  | da                    | Modalità |
| -------- | --------------------- | --------------------- | -------- |
| D        | Roel Brouwers         | Roda JC               |          |
| C        | Garry De Graef        | De Graafschap         |          |
| D        | Dusko Djurisic        | Hapoel Petah Tiqwa    |          |
| C        | Hüzeyfe Dogan         | Ankaragücü            |          |
| C        | Mehmet Dragusha       | Eintracht Francoforte |          |
| D        | David Fall            | Rot-Weiß Erfurt       |          |
| D        | Marc Gouiffe á Goufan | Wolfsburg II          |          |
| C        | Marcel Ndjeng         | Fortuna Düsseldorf    |          |
| A        | Dennis Schulp         | Den Bosch             |          |
| C        | Danijel Štefulj       | Hannover 96           |          |

| Cessioni | Cessioni            | Cessioni          | Cessioni |
| R.       | Nome                | da                | Modalità |
| -------- | ------------------- | ----------------- | -------- |
| D        | Miodrag Latinovic   | Eintracht Treviri |          |
| C        | Alessandro da Silva | Waldhof Mannheim  |          |
| A        | Georgi Donkov       | Waldhof Mannheim  |          |
| D        | Bernd Eigner        | Bonner            |          |
| D        | Florian Fulland     | Delbrücker        |          |
| A        | Umut Gün            | Norimberga II     |          |
| A        | Alexander Löbe      | Rot-Weiss Essen   |          |
| C        | Michael Lorenz      | Rot-Weiss Essen   |          |
| C        | Dominic Peitz       | Werder Brema II   |          |
| C        | Patrick Pfeng       | Arminia Hannover  |          |
| D        | Sebastian Schachten | Werder Brema II   |          |
| A        | Daniel Scherning    | Pfullendorf       |          |
| C        | Borislav Tomoski    | Chemnitz          |          |
| D        | Thijs Waterink      | VV De Bataven     |          |

### Sessione invernale
| Acquisti | Acquisti         | Acquisti         | Acquisti |
| R.       | Nome             | da               | Modalità |
| -------- | ---------------- | ---------------- | -------- |
| A        | Sebastian Schoof | Siegen           |          |
| A        | Albert Bunjaku   | Sciaffusa        |          |
| P        | Tom Starke       | Bayer Leverkusen |          |

| Cessioni | Cessioni        | Cessioni        | Cessioni |
| R.       | Nome            | da              | Modalità |
| -------- | --------------- | --------------- | -------- |
| C        | Guido Spork     | Union Berlino   |          |
| C        | Daniel Cartus   | Eschborn        |          |
| C        | Danijel Štefulj | Rot-Weiss Essen |          |

## Risultati

### 2. Bundesliga

#### Girone di andata
| Arbitro: | Schriever |

|                                   |           |  |
| N'Diaye 22’ Aygün 63’ Teinert 80’ | Marcatori |  |

| Arbitro: | Walz |

|                                                          |           |  |
| Müller 16’ Maaß 18’ Ndjeng 41’ Schüßler 54’ De Graef 81’ | Marcatori |  |

| Arbitro: | Frank |

|                |           |                 |
| Jungnickel 70’ | Marcatori | 35’, 54’ Ndjeng |

| Arbitro: | Pickel |

|                    |           |  |
| Fengler 90’ (aut.) | Marcatori |  |

| Arbitro: | Sippel |

|                                       |           |  |
| Rydlewicz 2’ von Walsleben-Schied 71’ | Marcatori |  |

| Arbitro: | Rafati |

|              |           |                      |
| Dragusha 44’ | Marcatori | 60’ Eigler 78’ Fuchs |

| Arbitro: | Sahler |

|  |           |                         |
|  | Marcatori | 27’ Brinkmann 88’ Dogan |

| Arbitro: | Schößling |

|                                              |           |          |
| Ndjeng 41’ Brouwers 55’ Dogan 59’ Müller 82’ | Marcatori | 19’ Dorn |

| Arbitro: | Anklam |

|              |           |  |
| Hoffmann 18’ | Marcatori |  |

| Arbitro: | Stachowiak |

|                            |           |  |
| Müller 27’ Schulp 30’, 45’ | Marcatori |  |

| Arbitro: | Schalk |

|                   |           |            |
| Müller 18’ (aut.) | Marcatori | 83’ Ndjeng |

| Arbitro: | Perl |

|            |           |             |
| Müller 10’ | Marcatori | 26’ Mohamad |

| Arbitro: | Henschel |

|                                            |           |  |
| Maaß 15’ Ndjeng 24’ Bollmann 41’ Dogan 74’ | Marcatori |  |

| Arbitro: | Schößling |

|                         |           |            |
| Pinto 12’ Klitzpera 86’ | Marcatori | 48’ Müller |

| Arbitro: | Brombacher |

|            |           |                                 |
| Schulp 13’ | Marcatori | 35’ Vuković 79’ Fink 84’ Krejčí |

| Arbitro: | Winkmann |

|           |           |  |
| Klinka 3’ | Marcatori |  |

| Arbitro: | Grudzinski |

|                         |           |  |
| Brouwers 48’ Ndjeng 81’ | Marcatori |  |

#### Girone di ritorno
| Arbitro: | Rafati |

|              |           |                     |
| Schüßler 54’ | Marcatori | 87’ (aut.) Bollmann |

| Saarbrücken 28 gennaio 2006, ore 13:00 CET 19ª giornata | Saarbrücken | 0 – 0 referto | Paderborn | Ludwigsparkstadion (5 700 spett.)\| Arbitro: \| Kuhl \| |
| Arbitro:                                                | Kuhl        |               |           |                                                         |

| Paderborn 5 febbraio 2006, ore 15:00 CET 20ª giornata | Paderborn | 0 – 0 referto | Energie Cottbus | Hermann-Löns-Stadion (4 386 spett.)\| Arbitro: \| Welz \| |
| Arbitro:                                              | Welz      |               |                 |                                                           |

| Arbitro: | Walz |

|  |           |                 |
|  | Marcatori | 23’, 35’ Müller |

| Arbitro: | Schempershauwe |

|                                    |           |  |
| Brouwers 13’ Krösche 17’ Dogan 19’ | Marcatori |  |

| Arbitro: | Lupp |

|           |           |            |
| Kokot 74’ | Marcatori | 62’ Müller |

| Arbitro: | Schalk |

|  |           |                                |
|  | Marcatori | 38’ (aut.) De Graef 53’ Bröker |

| Arbitro: | Schriever |

|             |           |            |
| Diabang 50’ | Marcatori | 64’ Müller |

| Arbitro: | Seemann |

|  |           |              |
|  | Marcatori | 12’ Gebhardt |

| Arbitro: | Winkmann |

|                              |           |  |
| Bollmann 32’ (aut.) Kuru 44’ | Marcatori |  |

| Arbitro: | Schmidt |

|             |           |                               |
| Dragusha 8’ | Marcatori | 54’, 77’ Misimović 61’ Zdebel |

| Arbitro: | Brych |

|               |           |  |
| Coulibaly 20’ | Marcatori |  |

| Arbitro: | Dingert |

|  |           |                        |
|  | Marcatori | 25’ Ndjeng 77’ Krösche |

| Arbitro: | Lupp |

|                                   |           |                   |
| Bollmann 7’ Ndjeng 18’ Müller 42’ | Marcatori | 16’ (rig.) Šukalo |

| Arbitro: | Seemann |

|                                                        |           |            |
| Burkhardt 11’, 88’ Krejčí 40’ Wiesinger 59’ Kneißl 81’ | Marcatori | 32’ Müller |

| Arbitro: | Grudzinski |

|  |           |                     |
|  | Marcatori | 7’ Hampf 71’ Heller |

| Arbitro: | Brych |

|                       |           |                                     |
| Kapllani 5’ Freis 38’ | Marcatori | 35’ Bunjaku 71’ Schüßler 90’ Schoof |

### Coppa di Germania
| Arbitro: | Gräfe |

|  |           |                         |
|  | Marcatori | 14’ Hanke 28’ Klimowicz |

## Statistiche

### Statistiche di squadra
| Competizione      | Punti | In casa | In casa | In casa | In casa | In casa | In casa | In trasferta | In trasferta | In trasferta | In trasferta | In trasferta | In trasferta | Totale | Totale | Totale | Totale | Totale | Totale | DR |
| Competizione      | Punti | G       | V       | N       | P       | Gf      | Gs      | G            | V            | N            | P            | Gf           | Gs           | G      | V      | N      | P      | Gf     | Gs     | DR |
| ----------------- | ----- | ------- | ------- | ------- | ------- | ------- | ------- | ------------ | ------------ | ------------ | ------------ | ------------ | ------------ | ------ | ------ | ------ | ------ | ------ | ------ | -- |
| 2. Bundesliga     | 46    | 17      | 8       | 3       | 6       | 30      | 17      | 17           | 5            | 4            | 8            | 16           | 23           | 34     | 13     | 7      | 14     | 46     | 40     | +6 |
| Coppa di Germania | -     | 1       | 0       | 0       | 1       | 0       | 2       | 0            | 0            | 0            | 0            | 0            | 0            | 1      | 0      | 0      | 1      | 0      | 2      | -2 |
| Totale            | 46    | 18      | 8       | 3       | 7       | 30      | 19      | 17           | 5            | 4            | 8            | 16           | 23           | 35     | 13     | 7      | 15     | 46     | 42     | +4 |

### Andamento in campionato
| Giornata  | 1  | 2 | 3 | 4 | 5 | 6 | 7 | 8 | 9 | 10 | 11 | 12 | 13 | 14 | 15 | 16 | 17 | 18 | 19 | 20 | 21 | 22 | 23 | 24 | 25 | 26 | 27 | 28 | 29 | 30 | 31 | 32 | 33 | 34 |
| --------- | -- | - | - | - | - | - | - | - | - | -- | -- | -- | -- | -- | -- | -- | -- | -- | -- | -- | -- | -- | -- | -- | -- | -- | -- | -- | -- | -- | -- | -- | -- | -- |
| Luogo     | T  | C | T | C | T | C | T | C | T | C  | T  | C  | C  | T  | C  | T  | C  | C  | T  | C  | T  | C  | T  | C  | T  | C  | T  | C  | T  | T  | C  | T  | C  | T  |
| Risultato | P  | V | V | V | P | P | V | V | P | V  | N  | N  | V  | P  | P  | P  | V  | N  | N  | N  | V  | V  | N  | P  | N  | P  | P  | P  | P  | V  | V  | P  | P  | V  |
| Posizione | 17 | 6 | 3 | 4 | 7 | 9 | 7 | 3 | 8 | 4  | 6  | 5  | 4  | 8  | 9  | 10 | 7  | 8  | 8  | 8  | 7  | 6  | 6  | 8  | 7  | 7  | 8  | 10 | 10 | 9  | 8  | 9  | 9  | 9  |

Legenda:

Luogo: C = Casa; T = Trasferta. Risultato: V = Vittoria; N = Pareggio; P = Sconfitta.

### Statistiche dei giocatori
| Giocatore    | 2. Bundesliga | 2. Bundesliga | 2. Bundesliga | 2. Bundesliga | Coppa di Germania | Coppa di Germania | Coppa di Germania | Coppa di Germania | Totale   | Totale | Totale      | Totale     |
| Giocatore    | Presenze      | Reti          | Ammonizioni   | Espulsioni    | Presenze          | Reti              | Ammonizioni       | Espulsioni        | Presenze | Reti   | Ammonizioni | Espulsioni |
| ------------ | ------------- | ------------- | ------------- | ------------- | ----------------- | ----------------- | ----------------- | ----------------- | -------- | ------ | ----------- | ---------- |
| T. Becker    | 10            | 0             | 1             | 0             | 1                 | 0                 | 0                 | 0                 | 11       | 0      | 1           | 0          |
| M. Bollmann  | 33            | 2             | 5             | 0             | 1                 | 0                 | 0                 | 0                 | 34       | 2      | 5           | 0          |
| D. Brinkmann | 26            | 1             | 3             | 0             | 0                 | 0                 | 0                 | 0                 | 26       | 1      | 3           | 0          |
| O. Brocke    | 0             | 0             | 0             | 0             | 0                 | 0                 | 0                 | 0                 | 0        | 0      | 0           | 0          |
| R. Brouwers  | 26            | 3             | 7             | 1             | 1                 | 0                 | 0                 | 0                 | 27       | 3      | 7           | 1          |
| A. Bunjaku   | 10            | 1             | 2             | 0             | 0                 | 0                 | 0                 | 0                 | 10       | 1      | 2           | 0          |
| G. De Graef  | 33            | 1             | 3             | 0             | 1                 | 0                 | 0                 | 0                 | 34       | 1      | 3           | 0          |
| D. Djurisic  | 15            | 0             | 0             | 0             | 1                 | 0                 | 0                 | 0                 | 16       | 0      | 0           | 0          |
| H. Dogan     | 17            | 4             | 2             | 0             | 0                 | 0                 | 0                 | 0                 | 17       | 4      | 2           | 0          |
| M. Dragusha  | 25            | 2             | 0             | 0             | 1                 | 0                 | 0                 | 0                 | 26       | 2      | 0           | 0          |
| B. Erkinger  | 6             | 0             | 1             | 0             | 0                 | 0                 | 0                 | 0                 | 6        | 0      | 1           | 0          |
| D. Fall      | 25            | 0             | 2             | 1             | 0                 | 0                 | 0                 | 0                 | 25       | 0      | 2           | 1          |
| M. Goufan    | 27            | 0             | 5             | 1             | 1                 | 0                 | 1                 | 0                 | 28       | 0      | 6           | 1          |
| A. Jevric    | 0             | 0             | 0             | 0             | 0                 | 0                 | 0                 | 0                 | 0        | 0      | 0           | 0          |
| S. Krause    | 1             | 0             | 0             | 0             | 0                 | 0                 | 0                 | 0                 | 1        | 0      | 0           | 0          |
| L. Kruse     | 13            | 0             | 0             | 0             | 0                 | 0                 | 0                 | 0                 | 13       | 0      | 0           | 0          |
| M. Krösche   | 16            | 2             | 3             | 0             | 0                 | 0                 | 0                 | 0                 | 16       | 2      | 3           | 0          |
| S. Loboué    | 4             | 0             | 0             | 0             | 1                 | 0                 | 0                 | 0                 | 5        | 0      | 0           | 0          |
| S. Maaß      | 22            | 2             | 4             | 0             | 1                 | 0                 | 0                 | 0                 | 23       | 2      | 4           | 0          |
| R. Müller    | 31            | 11            | 6             | 1             | 1                 | 0                 | 1                 | 0                 | 32       | 11     | 7           | 1          |
| M. Ndjeng    | 33            | 9             | 3             | 0             | 1                 | 0                 | 0                 | 0                 | 34       | 9      | 3           | 0          |
| E. Riemer    | 0             | 0             | 0             | 0             | 0                 | 0                 | 0                 | 0                 | 0        | 0      | 0           | 0          |
| S. Schoof    | 7             | 1             | 1             | 0             | 0                 | 0                 | 0                 | 0                 | 7        | 1      | 1           | 0          |
| D. Schulp    | 31            | 3             | 8             | 0             | 1                 | 0                 | 0                 | 0                 | 32       | 3      | 8           | 0          |
| B. Schüßler  | 27            | 3             | 3             | 0             | 1                 | 0                 | 0                 | 0                 | 28       | 3      | 3           | 0          |
| T. Starke    | 17            | 0             | 0             | 0             | 0                 | 0                 | 0                 | 0                 | 17       | 0      | 0           | 0          |
| R. Vujanović | 4             | 0             | 0             | 0             | 1                 | 0                 | 0                 | 0                 | 5        | 0      | 0           | 0          |
| D. Štefulj   | 1             | 0             | 0             | 0             | 0                 | 0                 | 0                 | 0                 | 1        | 0      | 0           | 0          |